# Эслингенский имперский монетный устав
Эслингенский имперский монетный устав (нем. Eβlinger Reichsmünzordnung) — первый имперский монетный устав принятый в Священной Римской империи 10 ноября 1524 года в Эсслингене-на-Неккаре с целью унификации денежного обращения.

## Сущность устава
Эслингенский имперский монетный устав являлся первым документом, который был призван унифицировать денежное обращение в Священной Римской империи. 10 ноября 1524 года он был принят рейхстагом и подписан императором Карлом V. Согласно документу основной денежной единицей государства был установлен голдгульден. Его должны были чеканить из золота 916,667 пробы (22 карата). Монетная стопа составляла 89 монет из одной кельнской марки (233,588 г) 22-каратного золота. Наравне с голдгульденом мог циркулировать и его серебряный эквивалент гульдинер общим весом в 29,23 г при содержании 27,41 г чистого серебра (938 проба). Серебряный гульдинер согласно уставу должен был состоять из 24 грошенов, которые надо было чеканить из серебра 750 пробы.
Кроме весовых характеристик монет определялся также их внешний вид. На аверсе полагалось помещать герб того города или государства в котором производилась чеканка, на реверсе — имперского орла.
Кроме определения внешних характеристик и содержания металла в денежных единицах, договором предусматривалось создание контролирующих органов, которые должны были следить за соблюдением положений монетного устава.

## Влияние на денежное обращение
По своей сути устав был недостаточно проработан. Чешские иоахимсталеры и саксонские клапмютценталеры, отчеканенные колоссальными по средневековым меркам тиражами, содержали 27,2 г чистого серебра. Гульдинеры, которые законодательно были приравнены к голдгульдену, должны были включать 27,41 г чистого серебра. Перечеканка одних монет в другие обошлась бы слишком дорого и соответственно ею никто не занимался. Изготовление монет малого номинала из высокопробного (750 пробы) серебра также было чрезмерно дорогим. Соответственно положения устава не были реализованы, а реальными расчетными средствами продолжали оставаться ранее выпущенные монеты.
Положения монетного устава не могли быть реализованы и по экономическим причинам. Согласно документу стоимость золота к серебру определялась как 1 к 11,38. В описываемое время в Европу стало поступать большое количество серебра из Америки. Это привело к неуклонному росту стоимости золота относительно серебра. Более того в Саксонии и Богемии в 1536 году содержание чистого серебра в гульденгрошенах снизили до 26,39 г.
Несмотря на фактическое невыполнение положений документа, Эслингенский монетный устав оказал большое влияние на денежное обращение в Священной Римской империи. Так, основной весовой единицей при определении монетной стопы была принята кёльнская марка (233,588 г). Она использовалась вплоть до 1857 года, когда Венской монетной конвенцией в качестве весовой единицы был принят таможенный фунт (500 г). Также эслингенский монетный устав закрепил за крупными серебряными монетами, которые получили название талера, статус имперской денежной единицы. Именно это событие рассматривают как грань между денежным обращением Германии средневековья и Нового времени.
В 1551 году рейхстаг принял следующий Аугсбургский монетный устав.